# 4925 Zhoushan
4925 Zhoushan este un asteroid din centura principală, descoperit pe 3 decembrie 1981, de Observatorul Zijinshan.